# Ogrody Hortulus Spectabilis

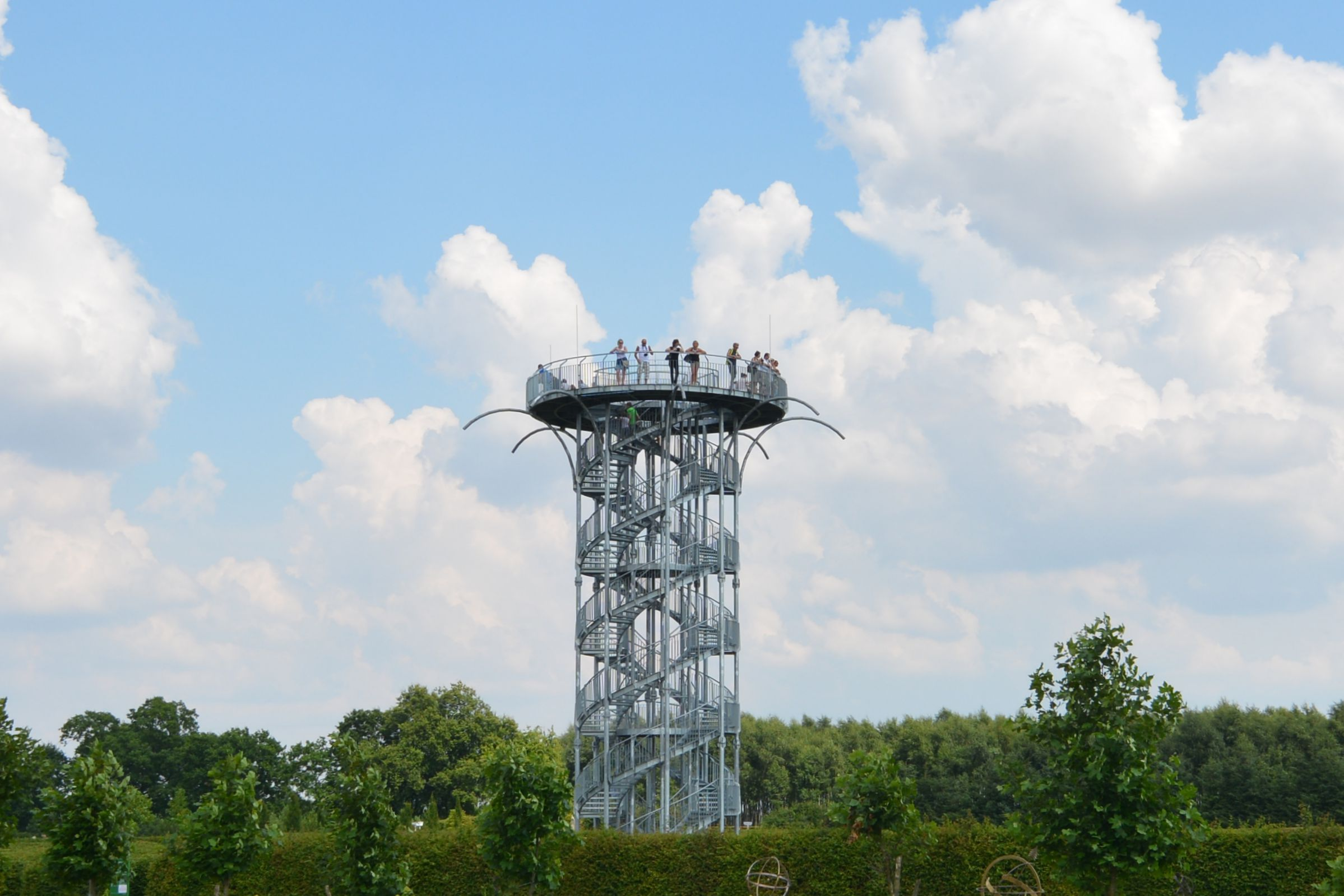
Wieża widokowa

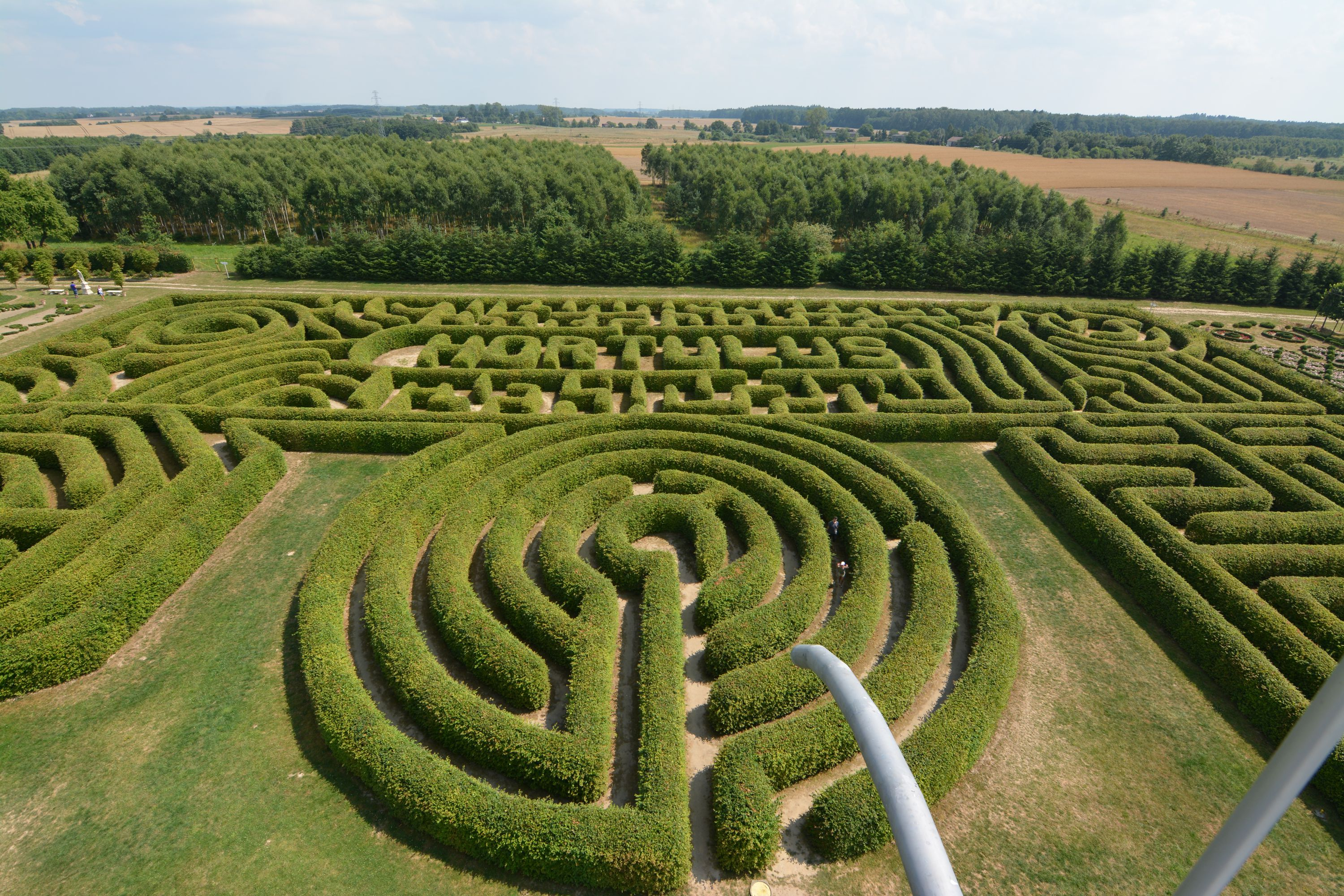
Widok na labirynt z wieży widokowej

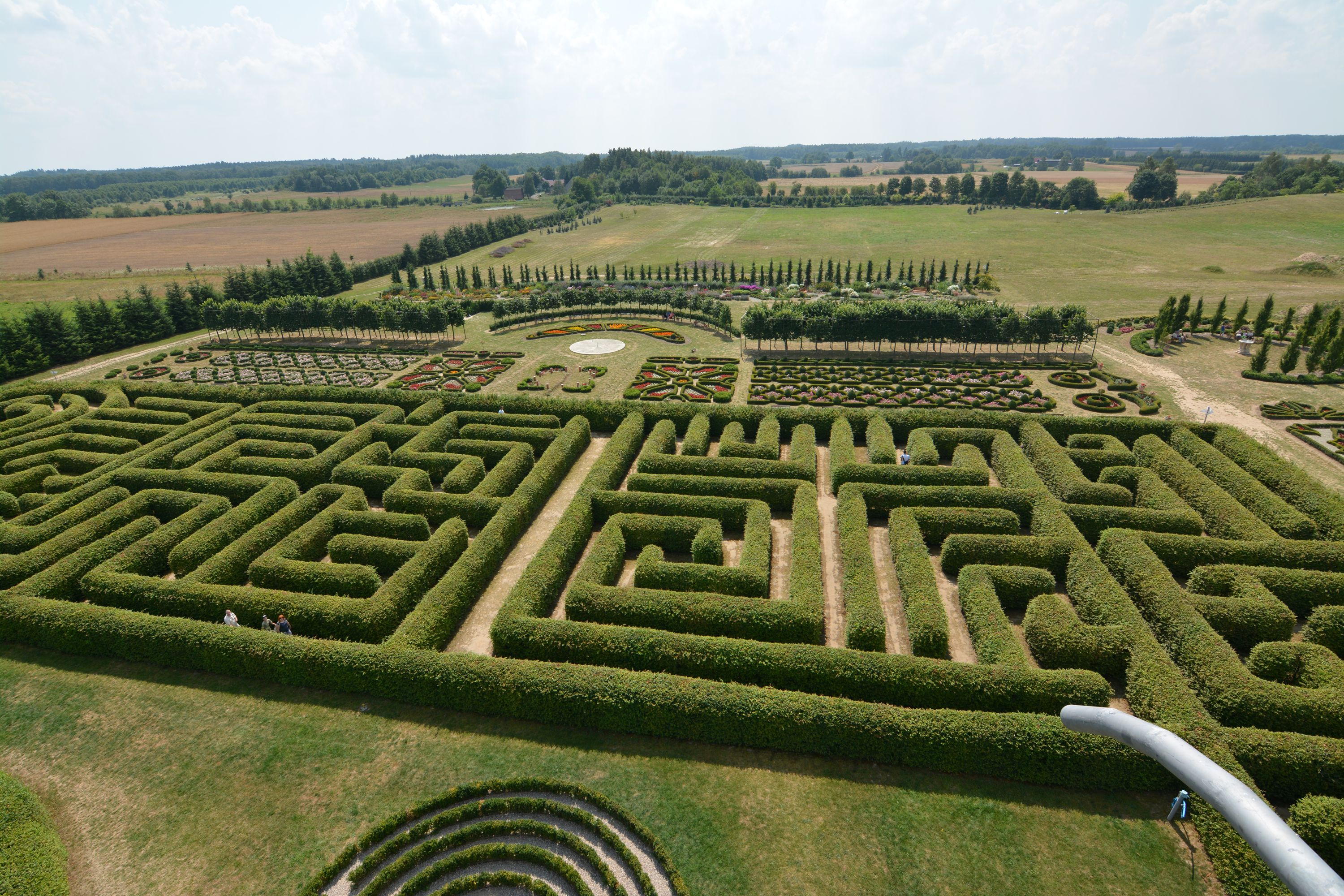
Widok na labirynt z wieży widokowej

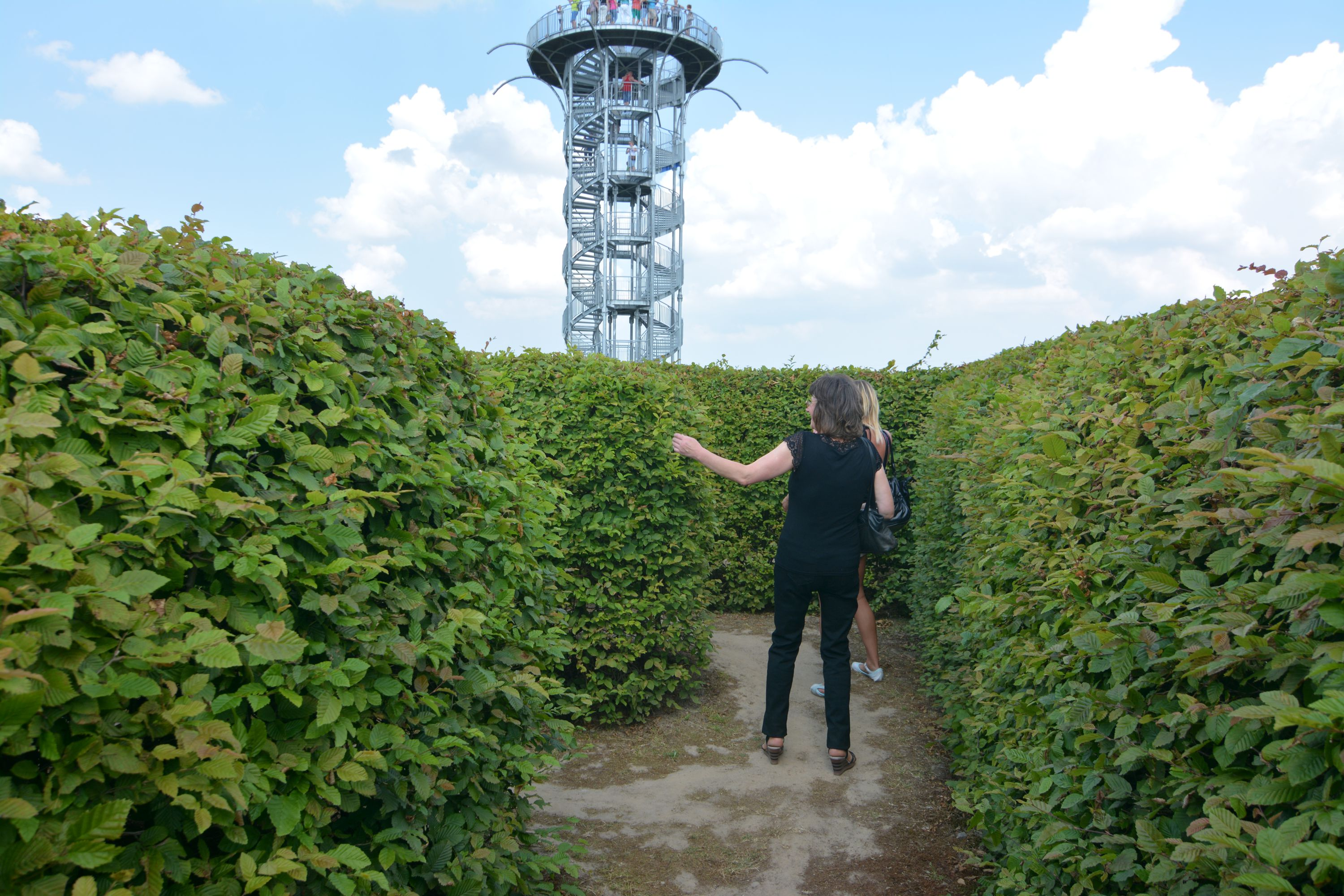
W labiryncie

Ogrody Hortulus Spectabilis – kompleks ogrodów pokazowych, najbardziej znany z największego na świecie labiryntu grabowego.

## Położenie
Ogrody Hortulus Spectabilis znajdują się w pobliżu wsi  Dobrzyca w gminie Będzino (województwo zachodniopomorskie). Położone są ok. 2 km na południe od Ogrodów Tematycznych Hortulus, w odległości ok. 8,5 km od wybrzeża Bałtyku. Teren ogrodu położony jest na wysokości ok. 35 m n.p.m.

## Historia
Projekt labiryntu wykonano na przełomie 2002/2003 r. Głównym projektantem był Piotr Bigoński. On też nadzorował wytyczanie alejek labiryntu w terenie. Labirynt zasadzono w kwietniu 2003. Ogrody Hortulus Spectabilis zostały udostępnione do zwiedzania w czerwcu 2014.

## Labirynt
Labirynt zajmuje powierzchnię ok. 1 ha i ma kształt zbliżony do kwadratu o boku ok. 100 m. Do jego wykonania użyto 18 000 sadzonek grabu. Ściany labiryntu mają wysokość 2 m, a długość ścieżek wynosi łącznie 3218 m. Labirynt posiada jedno wejście i trzy wyjścia prowadzące na centralny plac z wieżą. Do wyjść tych prowadzą trasy o minimalnej długości: 396, 924 i 1003 m.

## Wieża
W centralnym miejscu labiryntu znajduje się stalowa, ażurowa wieża widokowa o wysokości 19,1 m. Kształt wieży nawiązuje do struktury kwasu DNA. Wieża wyposażona jest w dwa spiralnie skręcone biegi schodowe liczące po 102 stopnie i prowadzące na platformę widokową położoną 18 m nad otaczającym terenem.

## Ogrody Magii, Energii, Czasu i Przestrzeni
Teren labiryntu otaczają Ogrody Magii, Energii, Czasu i Przestrzeni o powierzchni ok. 6 ha.